# Calonotos dorata
Calonotos dorata är en fjärilsart som beskrevs av Paul Dognin 1897. Calonotos dorata ingår i släktet Calonotos och familjen björnspinnare. Inga underarter finns listade i Catalogue of Life.